# Voulon
Voulon là một xã, tọa lạc ở tỉnh Vienne trong vùng Nouvelle-Aquitaine, Pháp. Xã này có diện tích 8,31 km², dân số năm 2006 là 337 người. Xã nằm ở khu vực có độ cao trung bình 50 m trên mực nước biển. 

## Biến động dân số
| 1962                                         | 1968 | 1975 | 1982 | 1990 | 2006 | 2006 |
| -------------------------------------------- | ---- | ---- | ---- | ---- | ---- | ---- |
| 240                                          | 263  | 252  | 248  | 232  | 304  | 337  |
| Số liệu từ năm 1962: Dân số không tính trùng |      |      |      |      |      |      |